# Scottish FA Cup 1948/49
Der Scottish FA Cup wurde 1948/49 zum 64. Mal ausgespielt. Der wichtigste Fußball-Pokalwettbewerb im schottischen Vereinsfußball wurde vom Schottischen Fußballverband geleitet und ausgetragen. Er begann am 22. Januar 1949 und endete mit dem Finale am 23. April 1949 im Hampden Park von Glasgow. Als Titelverteidiger starteten die Glasgow Rangers in den Wettbewerb, die im Finale des Vorjahres gegen Greenock Morton gewonnen hatten. Im diesjährigen Endspiel um den Schottischen Pokal standen sich die Glasgow Rangers und der FC Clyde gegenüber. Für die Rangers war es das insgesamt 20. Endspiel im schottischen Pokal seit 1877. Der FC Clyde erreichte das Finale zum vierten Mal in der Vereinsgeschichte nach 1910, 1912 und 1939. Die Rangers gewannen das Finale mit 4:1, was den 12. Pokalsieg seit 1894 bedeutete. In der Saison 1948/49 gewannen die Rangers zum 26. Mal die Schottische Meisterschaft und zudem den Ligapokal, womit erstmals in der Vereinsgeschichte das Triple gewonnen wurde. Der FC Clyde entging nur knapp dem Abstieg aus der ersten Liga.

## 1. Runde
Ausgetragen wurden die Begegnungen am 22. Januar 1949. Das Wiederholungsspiel fand am 26. Januar 1949 statt.
|                     | Ergebnis |                       |
| ------------------- | -------- | --------------------- |
| Alloa Athletic      | 8:3      | FC Montrose           |
| FC Arbroath         | 3:4      | Partick Thistle       |
| Ayr United          | 2:1      | FC Queen’s Park       |
| FC Clyde            | 2:0      | FC Fraserburgh        |
| FC Cowdenbeath      | 6:2      | FC Keith              |
| FC Dumbarton        | 5:2      | FC Kilmarnock         |
| FC Dundee           | 5:1      | FC St. Johnstone      |
| Dundee United       | 4:3      | Celtic Glasgow        |
| FC East Fife        | 2:1      | FC Falkirk            |
| Forfar Athletic     | 0:4      | Hibernian Edinburgh   |
| Hamilton Academical | 1:2      | Albion Rovers         |
| Heart of Midlothian | 4:1      | Airdrieonians FC      |
| FC Caledonian       | 2:2      | Greenock Morton       |
| Leith Athletic      | 0:1      | Raith Rovers          |
| FC Motherwell       | 3:0      | FC Stranraer          |
| Queen of the South  | 2:0      | FC East Stirlingshire |
| Glasgow Rangers     | 6:1      | Elgin City            |
| FC Stenhousemuir    | 2:0      | Dunfermline Athletic  |
| FC St. Mirren       | 2:0      | Stirling Albion       |
| Third Lanark        | 2:1      | FC Aberdeen           |

### Wiederholungsspiel
|                 | Ergebnis |               |
| --------------- | -------- | ------------- |
| Greenock Morton | 2:0      | FC Caledonian |

## 2. Runde
Ausgetragen wurden die Begegnungen am 5. und 9. Februar 1949. Die Wiederholungsspiele fanden am 8. und 9. Februar 1949 statt.
|                     | Ergebnis |                    |
| ------------------- | -------- | ------------------ |
| Alloa Athletic      | 1:3      | FC Clyde           |
| Ayr United          | 0:2      | Greenock Morton    |
| FC Cowdenbeath      | 1:2      | FC East Fife       |
| FC Dumbarton        | 1:1      | Dundee United      |
| FC Dundee           | 0:0      | FC St. Mirren      |
| Heart of Midlothian | 3:1      | Third Lanark       |
| Hibernian Edinburgh | 1:1      | Raith Rovers       |
| FC Motherwell       | 0:3      | Glasgow Rangers    |
| Partick Thistle     | 3:0      | Queen of the South |
| FC Stenhousemuir    | 5:1      | Albion Rovers      |

### Wiederholungsspiele
|               | Ergebnis |                     |
| ------------- | -------- | ------------------- |
| Dundee United | 1:3      | FC Dumbarton        |
| Raith Rovers  | 3:4      | Hibernian Edinburgh |
| FC St. Mirren | 1:2      | FC Dundee           |

## Achtelfinale
Ausgetragen wurden die Begegnungen am 19. Februar 1949.
|                     | Ergebnis |              |
| ------------------- | -------- | ------------ |
| Heart of Midlothian | 3:0      | FC Dumbarton |
| Greenock Morton     | 0:2      | FC Clyde     |
| FC Dundee           | bye      |              |
| Hibernian Edinburgh | bye      |              |
| FC East Fife        | bye      |              |
| Glasgow Rangers     | bye      |              |
| Partick Thistle     | bye      |              |
| FC Stenhousemuir    | bye      |              |

## Viertelfinale
Ausgetragen wurden die Begegnungen am 5. März 1949.
|                     | Ergebnis |                 |
| ------------------- | -------- | --------------- |
| Heart of Midlothian | 2:4      | FC Dundee       |
| Hibernian Edinburgh | 0:2      | FC East Fife    |
| Glasgow Rangers     | 4:0      | Partick Thistle |
| FC Stenhousemuir    | 0:1      | FC Clyde        |

## Halbfinale
Ausgetragen wurden die Begegnungen am 26. März 1949. Das Wiederholungsspiel fand am 4. April 1949 statt.
|                 | Ergebnis     |              |
| --------------- | ------------ | ------------ |
| FC Clyde        | *2:2 n. V. * | FC Dundee    |
| Glasgow Rangers | *3:0 **      | FC East Fife |

### Wiederholungsspiel
|          | Ergebnis |           |
| -------- | -------- | --------- |
| FC Clyde | *2:1 *   | FC Dundee |

## Finale
| Glasgow Rangers                          | Glasgow Rangers | FC Clyde | FC Clyde |
| ---------------------------------------- | --- | --- | -------- |
| Glasgow Rangers                          | \| Finale \| \| 23. April 1949 in Glasgow (Hampden Park) \| \| Ergebnis: 4:1 (2:0)[1] \| \| Zuschauer: 120.162[2] \| \| Spielbericht \|                                                      | \| Finale \| \| 23. April 1949 in Glasgow (Hampden Park) \| \| Ergebnis: 4:1 (2:0)[1] \| \| Zuschauer: 120.162[2] \| \| Spielbericht \|                                              | FC Clyde |
| Glasgow Rangers                          | Bobby Brown – George Young, Jock Shaw, Ian McColl, Willie Woodburn, Sammy Cox, Willie Waddell, Jimmy Duncanson, Willie Thornton, Billy Williamson, Eddie Rutherford Cheftrainer: Bill Struth | Stan Gullan – Alex Gibson, Frank Mennie, Jim Campbell, Bob Milligan, Hugh Long, Roy Davies, Archie Wright, Alec Linwood, Peter Galletly, Charlie Bootland Cheftrainer: Paddy Travers | FC Clyde |
| Glasgow Rangers                          | Jimmy Duncanson Billy Williamson George Young | Peter Galletly | FC Clyde |
| Finale                                   | | |          |
| 23. April 1949 in Glasgow (Hampden Park) | | |          |
| Ergebnis: 4:1 (2:0)                      | | |          |
| Zuschauer: 120.162                       | | |          |
| Spielbericht                             | | |          |